# Sycon villosum
Sycon villosum är en svampdjursart som först beskrevs av Ernst Haeckel 1870.  Sycon villosum ingår i släktet Sycon och familjen Sycettidae. Inga underarter finns listade i Catalogue of Life.